# タイ北部

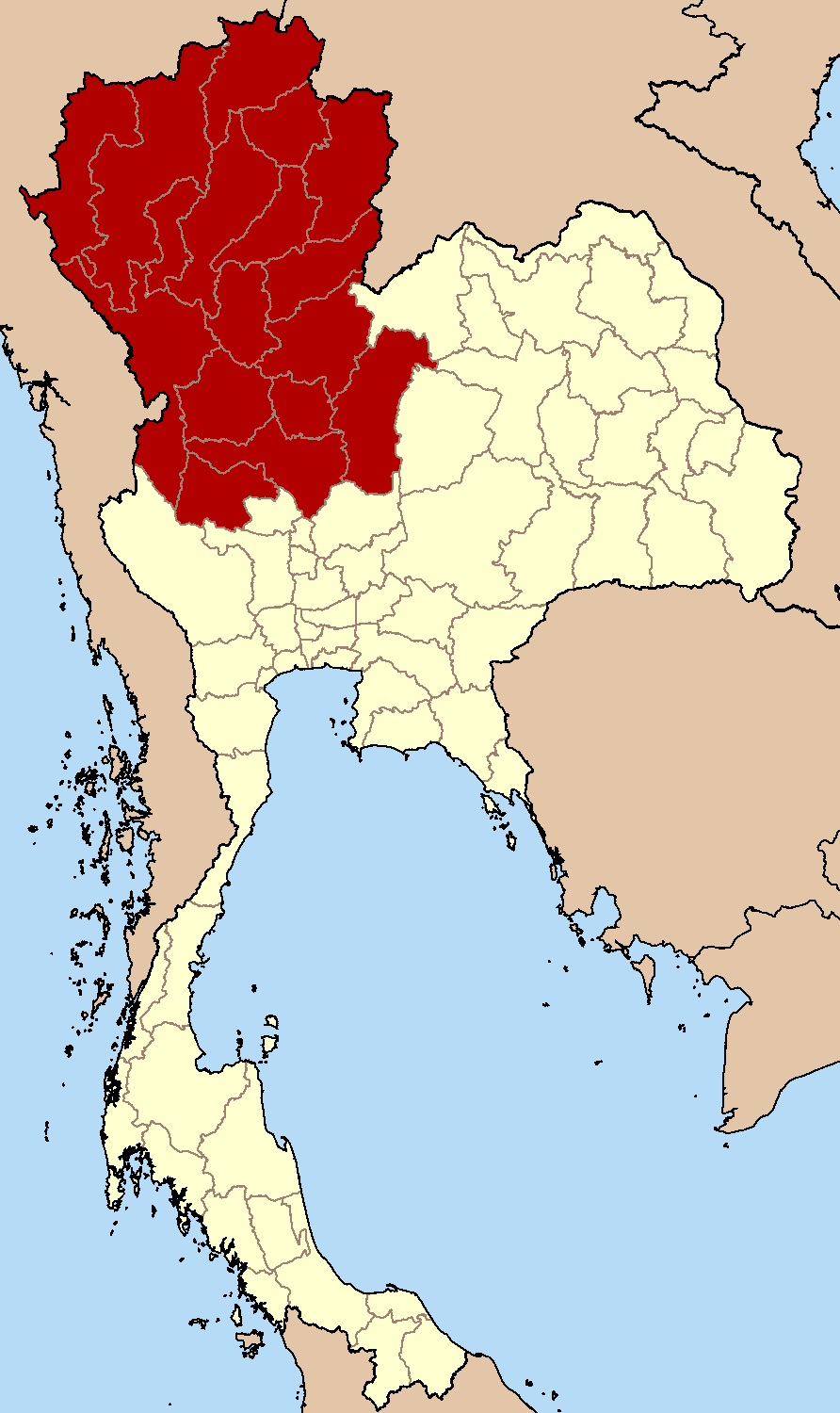
4地方に分割した場合のタイ北部

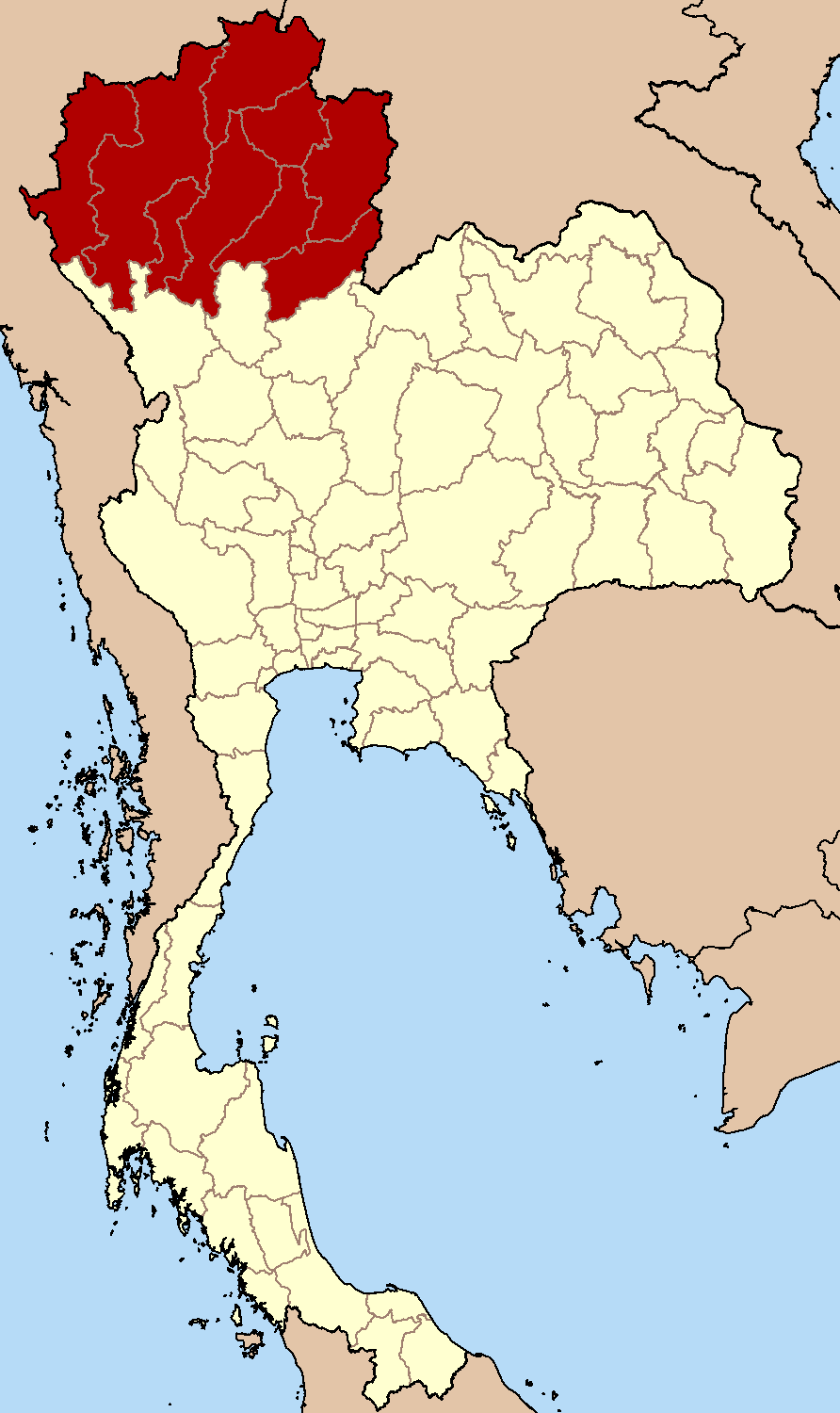
6地方に分割した場合のタイ北部

タイ北部 (ภาคเหนือ) は、タイ王国の地方の一つ。場合によっては、さらに北部と中北部に分けられる。文化・経済の中心はチェンマイ。
北部の北地方は、北タイ族（あるいはユワン）と呼ばれるタイ族の部族がスコータイ王朝・アユタヤ王朝とは別系統のラーンナータイ王朝を建てたことに始まり、そのラーンナータイが倒れるとビルマの占領を受けたためミャンマー文化の影響を受けて、寺院建築や、タイ文字よりはビルマ文字に似るラーンナータイ文字に代表される独特の文化を創り上げた。
言語的には北タイ語と呼ばれるラーオ語に似た方言を話す。北中部にはかつてスコータイ王朝が存在しており、タイ文化の源流でもある。
特に北部は山岳地帯になっており、ミャンマーの上ビルマ地方・中国雲南省・ラオス北部・ベトナム北部などとともに多様な山岳民族が住む地域となっている。

## 北部の県

### 北部
- チエンマイ県
- チエンラーイ県
- ラムパーン県
- ラムプーン県
- メーホンソーン県
- ナーン県
- パヤオ県
- プレー県
- ウタイターニー県

### 中北部
- ピッサヌローク県
- スコータイ県
- ターク県
- カンペーンペット県
- ピチット県
- ペッチャブーン県
- ナコーンサワン県
- ウッタラディット県